# Нічия (шахи)
У шахах нічия — таке становище на шахівниці, коли жоден з гравців не може виграти. Зазвичай у турнірах кожен гравець отримує по пів очка за нічию, тоді як перемога варта одного очка і поразка нуль.

## Правила шахів
Стаття 5 правил шахів ФІДЕ описує ситуації в яких партія вважається закінченою внічию, вони детальніше розписані в статті 9Schiller, Eric (2003), Official Rules of Chess.
Нічиї прописані різними пунктами правил шахів, включно з:
- взаємною згодою гравців у будь-який момент (якщо спеціальні правила турніру не забороняють це робити, або дозволяють погоджуватись на нічию тільки після певного ходу (зазвичай 40-го). Етичні міркування можуть зробити нічию неприйнятною, коли один з гравців має серйозні шанси на виграш. Наприклад гравці можуть погодитись на нічию після першого чи другого ходу, але це можна вважати неспортивною поведінкою.
- патом — якщо король гравця (що має ходити) не перебуває під шахом і цей гравець не може зробити жодного іншого ходу.
- потрійним повторенням позиції — на вимогу гравця, якщо одна і та сама позиція виникає три рази, причому черга ходу щоразу буде за цим гравцем. Позиція вважається повтореною, якщо фігури одного й того самого найменування та кольору займають одні й ті самі поля, і якщо можливості гри цими фігурами однакові. Наприклад, нічию не можна проголосити, якщо між двома однаковими ситуаціями гравець втратив можливість рокірування. Також, право взяти на проході є тільки при першій можливості. А отже якщо гравець не бере пішака на проході, то наступне таке саме положення фігур не буде абсолютним повтором, оскільки суперник цього разу вже не має права взяти на проході. В розділі 9.6 1 липня 2014 додано, що партія закінчується внічию автоматично після п'ятиразового повторення, навіть якщо жоден з гравців не проголосив нічию раніше при потрійному повторенні.
- правилом п'ятдесяти ходів — коли гравець до здійснення ходу доводить, що обидві сторони зробили щонайменше 50 ходів, протягом яких жодну фігуру не було побито і жоден пішак не зробив ходу. В розділі 9.6 1 липня 2014 додано, що якщо ніхто з гравців не проголошує нічию за цим правилом і можливість її не втрачається, нічия проголошується автоматично після 75 ходу. Якщо 75 хід є матом, проголошується мат.
- недостатністю матеріалу, коли можливість виграшу виключена (король проти короля, король проти короля зі слоном чи конем, король зі слоном проти короля зі слоном (при однокольорових слонах)).
  - король проти короля
  - Король та слон проти короля
  - Король та кінь проти короля
  - Король і слон проти короля і слона того самого кольору. Будь-яка кількість слонів того самого кольору (вони можуть з'явитись через  заміну пішака на восьмій горизонталі) не дає гравцеві можливості поставити мат.

Винятками є кінь проти пішака чи тури (мат можливий, але зараховується нічия), чи офіцер проти пішака.
- Якщо в одного з шахістів закінчився час на ходи, відведений регламентом партії, і в його суперника при цьому на дошці недостатньо фігур, щоб поставити мат, навіть за умови найменш компетентної гри суперника.

Нічию потрійним повторенням і за правилом п'ятдесяти ходів має проголосити один з гравців (який підтверджує це своїм записом), а після цього їх повинен затвердити суддя. Якщо ситуація на шахівниці підпадає під правила п'ятдесяти ходів, або потрійного повторення, і при цьому гравець не проголосив нічию, він це може зробити потім, коли така можливість знову виникне. Якщо нічия не підтвердилась, він повинен зробити той хід, який він вважав п'ятдесятим, а супернику додається три хвилини.
До 1867, турнірні ігри, які закінчувались внічию, перегравали. На паризькому турнірі 1867 було так багато ігор, які потрібно було перегравати, що це створило організаційні проблеми. 1868 року Британська Шахова Асоціація вирішила давати кожному гравцю по пів очка замість перегравання.
Проголошення нічиєї спочатку вважається пропозицією і суперник може погодитись без перевірки проголошення арбітром. Щойно гравець запропонував нічию, він вже не може зробити відозву. Якщо арбітр підтверджує нічию, або суперник погоджується на неї, гру закінчено. В іншому випадку проголошення нічиєї є недійсним і гра продовжується.
Пропозицію нічиєї потрібно зробити після того, як гравець робить хід, але перед тим як він натискає на шаховий годинник. Суперник автоматично відкидає пропозицію нічиєї, якщо він робить свій хід без згоди на нічию. Кожен з гравців має записати пропозицію нічиєї з використанням символу (=) згідно з Appendix C.13 правил шахів ФІДЕ.
Досить поширеною є думка, що довічний шах, коли один з гравців дає серію шахів від якої король суперника не може ухилитись — є нічиєю, це не є прописаним правилом (виключено з правил до 1965 року), тому що вічний шах завжди призводить до нічиєї за правилом потрійного повторення, або п'ятдесяти ходів, чи (що більш імовірно) нічиєї за згодою.
Хоча не всі з цих правил прописані ФІДЕ, але вони є чинними майже для всіх турнірів провідних гравців.

### Приклади
|   | a                                                                                     | b                                                                                     | c                                                                                     | d                                                                                     | e                                                                                     | f                                                                                     | g                                                                                     | h                                                                                     |   |
| 8 | f7 білий король · g7 білий слон · h7 чорний король · a4 чорний пішак · a3 білий пішак | f7 білий король · g7 білий слон · h7 чорний король · a4 чорний пішак · a3 білий пішак | f7 білий король · g7 білий слон · h7 чорний король · a4 чорний пішак · a3 білий пішак | f7 білий король · g7 білий слон · h7 чорний король · a4 чорний пішак · a3 білий пішак | f7 білий король · g7 білий слон · h7 чорний король · a4 чорний пішак · a3 білий пішак | f7 білий король · g7 білий слон · h7 чорний король · a4 чорний пішак · a3 білий пішак | f7 білий король · g7 білий слон · h7 чорний король · a4 чорний пішак · a3 білий пішак | f7 білий король · g7 білий слон · h7 чорний король · a4 чорний пішак · a3 білий пішак | 8 |
| 7 | f7 білий король · g7 білий слон · h7 чорний король · a4 чорний пішак · a3 білий пішак | f7 білий король · g7 білий слон · h7 чорний король · a4 чорний пішак · a3 білий пішак | f7 білий король · g7 білий слон · h7 чорний король · a4 чорний пішак · a3 білий пішак | f7 білий король · g7 білий слон · h7 чорний король · a4 чорний пішак · a3 білий пішак | f7 білий король · g7 білий слон · h7 чорний король · a4 чорний пішак · a3 білий пішак | f7 білий король · g7 білий слон · h7 чорний король · a4 чорний пішак · a3 білий пішак | f7 білий король · g7 білий слон · h7 чорний король · a4 чорний пішак · a3 білий пішак | f7 білий король · g7 білий слон · h7 чорний король · a4 чорний пішак · a3 білий пішак | 7 |
| 6 | f7 білий король · g7 білий слон · h7 чорний король · a4 чорний пішак · a3 білий пішак | f7 білий король · g7 білий слон · h7 чорний король · a4 чорний пішак · a3 білий пішак | f7 білий король · g7 білий слон · h7 чорний король · a4 чорний пішак · a3 білий пішак | f7 білий король · g7 білий слон · h7 чорний король · a4 чорний пішак · a3 білий пішак | f7 білий король · g7 білий слон · h7 чорний король · a4 чорний пішак · a3 білий пішак | f7 білий король · g7 білий слон · h7 чорний король · a4 чорний пішак · a3 білий пішак | f7 білий король · g7 білий слон · h7 чорний король · a4 чорний пішак · a3 білий пішак | f7 білий король · g7 білий слон · h7 чорний король · a4 чорний пішак · a3 білий пішак | 6 |
| 5 | f7 білий король · g7 білий слон · h7 чорний король · a4 чорний пішак · a3 білий пішак | f7 білий король · g7 білий слон · h7 чорний король · a4 чорний пішак · a3 білий пішак | f7 білий король · g7 білий слон · h7 чорний король · a4 чорний пішак · a3 білий пішак | f7 білий король · g7 білий слон · h7 чорний король · a4 чорний пішак · a3 білий пішак | f7 білий король · g7 білий слон · h7 чорний король · a4 чорний пішак · a3 білий пішак | f7 білий король · g7 білий слон · h7 чорний король · a4 чорний пішак · a3 білий пішак | f7 білий король · g7 білий слон · h7 чорний король · a4 чорний пішак · a3 білий пішак | f7 білий король · g7 білий слон · h7 чорний король · a4 чорний пішак · a3 білий пішак | 5 |
| 4 | f7 білий король · g7 білий слон · h7 чорний король · a4 чорний пішак · a3 білий пішак | f7 білий король · g7 білий слон · h7 чорний король · a4 чорний пішак · a3 білий пішак | f7 білий король · g7 білий слон · h7 чорний король · a4 чорний пішак · a3 білий пішак | f7 білий король · g7 білий слон · h7 чорний король · a4 чорний пішак · a3 білий пішак | f7 білий король · g7 білий слон · h7 чорний король · a4 чорний пішак · a3 білий пішак | f7 білий король · g7 білий слон · h7 чорний король · a4 чорний пішак · a3 білий пішак | f7 білий король · g7 білий слон · h7 чорний король · a4 чорний пішак · a3 білий пішак | f7 білий король · g7 білий слон · h7 чорний король · a4 чорний пішак · a3 білий пішак | 4 |
| 3 | f7 білий король · g7 білий слон · h7 чорний король · a4 чорний пішак · a3 білий пішак | f7 білий король · g7 білий слон · h7 чорний король · a4 чорний пішак · a3 білий пішак | f7 білий король · g7 білий слон · h7 чорний король · a4 чорний пішак · a3 білий пішак | f7 білий король · g7 білий слон · h7 чорний король · a4 чорний пішак · a3 білий пішак | f7 білий король · g7 білий слон · h7 чорний король · a4 чорний пішак · a3 білий пішак | f7 білий король · g7 білий слон · h7 чорний король · a4 чорний пішак · a3 білий пішак | f7 білий король · g7 білий слон · h7 чорний король · a4 чорний пішак · a3 білий пішак | f7 білий король · g7 білий слон · h7 чорний король · a4 чорний пішак · a3 білий пішак | 3 |
| 2 | f7 білий король · g7 білий слон · h7 чорний король · a4 чорний пішак · a3 білий пішак | f7 білий король · g7 білий слон · h7 чорний король · a4 чорний пішак · a3 білий пішак | f7 білий король · g7 білий слон · h7 чорний король · a4 чорний пішак · a3 білий пішак | f7 білий король · g7 білий слон · h7 чорний король · a4 чорний пішак · a3 білий пішак | f7 білий король · g7 білий слон · h7 чорний король · a4 чорний пішак · a3 білий пішак | f7 білий король · g7 білий слон · h7 чорний король · a4 чорний пішак · a3 білий пішак | f7 білий король · g7 білий слон · h7 чорний король · a4 чорний пішак · a3 білий пішак | f7 білий король · g7 білий слон · h7 чорний король · a4 чорний пішак · a3 білий пішак | 2 |
| 1 | f7 білий король · g7 білий слон · h7 чорний король · a4 чорний пішак · a3 білий пішак | f7 білий король · g7 білий слон · h7 чорний король · a4 чорний пішак · a3 білий пішак | f7 білий король · g7 білий слон · h7 чорний король · a4 чорний пішак · a3 білий пішак | f7 білий король · g7 білий слон · h7 чорний король · a4 чорний пішак · a3 білий пішак | f7 білий король · g7 білий слон · h7 чорний король · a4 чорний пішак · a3 білий пішак | f7 білий король · g7 білий слон · h7 чорний король · a4 чорний пішак · a3 білий пішак | f7 білий король · g7 білий слон · h7 чорний король · a4 чорний пішак · a3 білий пішак | f7 білий король · g7 білий слон · h7 чорний король · a4 чорний пішак · a3 білий пішак | 1 |
|   | a                                                                                     | b                                                                                     | c                                                                                     | d                                                                                     | e                                                                                     | f                                                                                     | g                                                                                     | h                                                                                     |   |

|   | a | b | c | d | e | f | g | h |   |
| 8 | a7 чорний пішак · b7 чорний пішак · f7 чорний пішак · h7 чорний король · c6 чорний пішак · f6 чорний ферзь · h6 чорний пішак · d5 чорна тура · f5 білий пішак · f4 біла тура · h3 білий пішак · a2 білий пішак · c2 білий пішак · e2 білий ферзь · f2 білий пішак · h1 білий король | a7 чорний пішак · b7 чорний пішак · f7 чорний пішак · h7 чорний король · c6 чорний пішак · f6 чорний ферзь · h6 чорний пішак · d5 чорна тура · f5 білий пішак · f4 біла тура · h3 білий пішак · a2 білий пішак · c2 білий пішак · e2 білий ферзь · f2 білий пішак · h1 білий король | a7 чорний пішак · b7 чорний пішак · f7 чорний пішак · h7 чорний король · c6 чорний пішак · f6 чорний ферзь · h6 чорний пішак · d5 чорна тура · f5 білий пішак · f4 біла тура · h3 білий пішак · a2 білий пішак · c2 білий пішак · e2 білий ферзь · f2 білий пішак · h1 білий король | a7 чорний пішак · b7 чорний пішак · f7 чорний пішак · h7 чорний король · c6 чорний пішак · f6 чорний ферзь · h6 чорний пішак · d5 чорна тура · f5 білий пішак · f4 біла тура · h3 білий пішак · a2 білий пішак · c2 білий пішак · e2 білий ферзь · f2 білий пішак · h1 білий король | a7 чорний пішак · b7 чорний пішак · f7 чорний пішак · h7 чорний король · c6 чорний пішак · f6 чорний ферзь · h6 чорний пішак · d5 чорна тура · f5 білий пішак · f4 біла тура · h3 білий пішак · a2 білий пішак · c2 білий пішак · e2 білий ферзь · f2 білий пішак · h1 білий король | a7 чорний пішак · b7 чорний пішак · f7 чорний пішак · h7 чорний король · c6 чорний пішак · f6 чорний ферзь · h6 чорний пішак · d5 чорна тура · f5 білий пішак · f4 біла тура · h3 білий пішак · a2 білий пішак · c2 білий пішак · e2 білий ферзь · f2 білий пішак · h1 білий король | a7 чорний пішак · b7 чорний пішак · f7 чорний пішак · h7 чорний король · c6 чорний пішак · f6 чорний ферзь · h6 чорний пішак · d5 чорна тура · f5 білий пішак · f4 біла тура · h3 білий пішак · a2 білий пішак · c2 білий пішак · e2 білий ферзь · f2 білий пішак · h1 білий король | a7 чорний пішак · b7 чорний пішак · f7 чорний пішак · h7 чорний король · c6 чорний пішак · f6 чорний ферзь · h6 чорний пішак · d5 чорна тура · f5 білий пішак · f4 біла тура · h3 білий пішак · a2 білий пішак · c2 білий пішак · e2 білий ферзь · f2 білий пішак · h1 білий король | 8 |
| 7 | a7 чорний пішак · b7 чорний пішак · f7 чорний пішак · h7 чорний король · c6 чорний пішак · f6 чорний ферзь · h6 чорний пішак · d5 чорна тура · f5 білий пішак · f4 біла тура · h3 білий пішак · a2 білий пішак · c2 білий пішак · e2 білий ферзь · f2 білий пішак · h1 білий король | a7 чорний пішак · b7 чорний пішак · f7 чорний пішак · h7 чорний король · c6 чорний пішак · f6 чорний ферзь · h6 чорний пішак · d5 чорна тура · f5 білий пішак · f4 біла тура · h3 білий пішак · a2 білий пішак · c2 білий пішак · e2 білий ферзь · f2 білий пішак · h1 білий король | a7 чорний пішак · b7 чорний пішак · f7 чорний пішак · h7 чорний король · c6 чорний пішак · f6 чорний ферзь · h6 чорний пішак · d5 чорна тура · f5 білий пішак · f4 біла тура · h3 білий пішак · a2 білий пішак · c2 білий пішак · e2 білий ферзь · f2 білий пішак · h1 білий король | a7 чорний пішак · b7 чорний пішак · f7 чорний пішак · h7 чорний король · c6 чорний пішак · f6 чорний ферзь · h6 чорний пішак · d5 чорна тура · f5 білий пішак · f4 біла тура · h3 білий пішак · a2 білий пішак · c2 білий пішак · e2 білий ферзь · f2 білий пішак · h1 білий король | a7 чорний пішак · b7 чорний пішак · f7 чорний пішак · h7 чорний король · c6 чорний пішак · f6 чорний ферзь · h6 чорний пішак · d5 чорна тура · f5 білий пішак · f4 біла тура · h3 білий пішак · a2 білий пішак · c2 білий пішак · e2 білий ферзь · f2 білий пішак · h1 білий король | a7 чорний пішак · b7 чорний пішак · f7 чорний пішак · h7 чорний король · c6 чорний пішак · f6 чорний ферзь · h6 чорний пішак · d5 чорна тура · f5 білий пішак · f4 біла тура · h3 білий пішак · a2 білий пішак · c2 білий пішак · e2 білий ферзь · f2 білий пішак · h1 білий король | a7 чорний пішак · b7 чорний пішак · f7 чорний пішак · h7 чорний король · c6 чорний пішак · f6 чорний ферзь · h6 чорний пішак · d5 чорна тура · f5 білий пішак · f4 біла тура · h3 білий пішак · a2 білий пішак · c2 білий пішак · e2 білий ферзь · f2 білий пішак · h1 білий король | a7 чорний пішак · b7 чорний пішак · f7 чорний пішак · h7 чорний король · c6 чорний пішак · f6 чорний ферзь · h6 чорний пішак · d5 чорна тура · f5 білий пішак · f4 біла тура · h3 білий пішак · a2 білий пішак · c2 білий пішак · e2 білий ферзь · f2 білий пішак · h1 білий король | 7 |
| 6 | a7 чорний пішак · b7 чорний пішак · f7 чорний пішак · h7 чорний король · c6 чорний пішак · f6 чорний ферзь · h6 чорний пішак · d5 чорна тура · f5 білий пішак · f4 біла тура · h3 білий пішак · a2 білий пішак · c2 білий пішак · e2 білий ферзь · f2 білий пішак · h1 білий король | a7 чорний пішак · b7 чорний пішак · f7 чорний пішак · h7 чорний король · c6 чорний пішак · f6 чорний ферзь · h6 чорний пішак · d5 чорна тура · f5 білий пішак · f4 біла тура · h3 білий пішак · a2 білий пішак · c2 білий пішак · e2 білий ферзь · f2 білий пішак · h1 білий король | a7 чорний пішак · b7 чорний пішак · f7 чорний пішак · h7 чорний король · c6 чорний пішак · f6 чорний ферзь · h6 чорний пішак · d5 чорна тура · f5 білий пішак · f4 біла тура · h3 білий пішак · a2 білий пішак · c2 білий пішак · e2 білий ферзь · f2 білий пішак · h1 білий король | a7 чорний пішак · b7 чорний пішак · f7 чорний пішак · h7 чорний король · c6 чорний пішак · f6 чорний ферзь · h6 чорний пішак · d5 чорна тура · f5 білий пішак · f4 біла тура · h3 білий пішак · a2 білий пішак · c2 білий пішак · e2 білий ферзь · f2 білий пішак · h1 білий король | a7 чорний пішак · b7 чорний пішак · f7 чорний пішак · h7 чорний король · c6 чорний пішак · f6 чорний ферзь · h6 чорний пішак · d5 чорна тура · f5 білий пішак · f4 біла тура · h3 білий пішак · a2 білий пішак · c2 білий пішак · e2 білий ферзь · f2 білий пішак · h1 білий король | a7 чорний пішак · b7 чорний пішак · f7 чорний пішак · h7 чорний король · c6 чорний пішак · f6 чорний ферзь · h6 чорний пішак · d5 чорна тура · f5 білий пішак · f4 біла тура · h3 білий пішак · a2 білий пішак · c2 білий пішак · e2 білий ферзь · f2 білий пішак · h1 білий король | a7 чорний пішак · b7 чорний пішак · f7 чорний пішак · h7 чорний король · c6 чорний пішак · f6 чорний ферзь · h6 чорний пішак · d5 чорна тура · f5 білий пішак · f4 біла тура · h3 білий пішак · a2 білий пішак · c2 білий пішак · e2 білий ферзь · f2 білий пішак · h1 білий король | a7 чорний пішак · b7 чорний пішак · f7 чорний пішак · h7 чорний король · c6 чорний пішак · f6 чорний ферзь · h6 чорний пішак · d5 чорна тура · f5 білий пішак · f4 біла тура · h3 білий пішак · a2 білий пішак · c2 білий пішак · e2 білий ферзь · f2 білий пішак · h1 білий король | 6 |
| 5 | a7 чорний пішак · b7 чорний пішак · f7 чорний пішак · h7 чорний король · c6 чорний пішак · f6 чорний ферзь · h6 чорний пішак · d5 чорна тура · f5 білий пішак · f4 біла тура · h3 білий пішак · a2 білий пішак · c2 білий пішак · e2 білий ферзь · f2 білий пішак · h1 білий король | a7 чорний пішак · b7 чорний пішак · f7 чорний пішак · h7 чорний король · c6 чорний пішак · f6 чорний ферзь · h6 чорний пішак · d5 чорна тура · f5 білий пішак · f4 біла тура · h3 білий пішак · a2 білий пішак · c2 білий пішак · e2 білий ферзь · f2 білий пішак · h1 білий король | a7 чорний пішак · b7 чорний пішак · f7 чорний пішак · h7 чорний король · c6 чорний пішак · f6 чорний ферзь · h6 чорний пішак · d5 чорна тура · f5 білий пішак · f4 біла тура · h3 білий пішак · a2 білий пішак · c2 білий пішак · e2 білий ферзь · f2 білий пішак · h1 білий король | a7 чорний пішак · b7 чорний пішак · f7 чорний пішак · h7 чорний король · c6 чорний пішак · f6 чорний ферзь · h6 чорний пішак · d5 чорна тура · f5 білий пішак · f4 біла тура · h3 білий пішак · a2 білий пішак · c2 білий пішак · e2 білий ферзь · f2 білий пішак · h1 білий король | a7 чорний пішак · b7 чорний пішак · f7 чорний пішак · h7 чорний король · c6 чорний пішак · f6 чорний ферзь · h6 чорний пішак · d5 чорна тура · f5 білий пішак · f4 біла тура · h3 білий пішак · a2 білий пішак · c2 білий пішак · e2 білий ферзь · f2 білий пішак · h1 білий король | a7 чорний пішак · b7 чорний пішак · f7 чорний пішак · h7 чорний король · c6 чорний пішак · f6 чорний ферзь · h6 чорний пішак · d5 чорна тура · f5 білий пішак · f4 біла тура · h3 білий пішак · a2 білий пішак · c2 білий пішак · e2 білий ферзь · f2 білий пішак · h1 білий король | a7 чорний пішак · b7 чорний пішак · f7 чорний пішак · h7 чорний король · c6 чорний пішак · f6 чорний ферзь · h6 чорний пішак · d5 чорна тура · f5 білий пішак · f4 біла тура · h3 білий пішак · a2 білий пішак · c2 білий пішак · e2 білий ферзь · f2 білий пішак · h1 білий король | a7 чорний пішак · b7 чорний пішак · f7 чорний пішак · h7 чорний король · c6 чорний пішак · f6 чорний ферзь · h6 чорний пішак · d5 чорна тура · f5 білий пішак · f4 біла тура · h3 білий пішак · a2 білий пішак · c2 білий пішак · e2 білий ферзь · f2 білий пішак · h1 білий король | 5 |
| 4 | a7 чорний пішак · b7 чорний пішак · f7 чорний пішак · h7 чорний король · c6 чорний пішак · f6 чорний ферзь · h6 чорний пішак · d5 чорна тура · f5 білий пішак · f4 біла тура · h3 білий пішак · a2 білий пішак · c2 білий пішак · e2 білий ферзь · f2 білий пішак · h1 білий король | a7 чорний пішак · b7 чорний пішак · f7 чорний пішак · h7 чорний король · c6 чорний пішак · f6 чорний ферзь · h6 чорний пішак · d5 чорна тура · f5 білий пішак · f4 біла тура · h3 білий пішак · a2 білий пішак · c2 білий пішак · e2 білий ферзь · f2 білий пішак · h1 білий король | a7 чорний пішак · b7 чорний пішак · f7 чорний пішак · h7 чорний король · c6 чорний пішак · f6 чорний ферзь · h6 чорний пішак · d5 чорна тура · f5 білий пішак · f4 біла тура · h3 білий пішак · a2 білий пішак · c2 білий пішак · e2 білий ферзь · f2 білий пішак · h1 білий король | a7 чорний пішак · b7 чорний пішак · f7 чорний пішак · h7 чорний король · c6 чорний пішак · f6 чорний ферзь · h6 чорний пішак · d5 чорна тура · f5 білий пішак · f4 біла тура · h3 білий пішак · a2 білий пішак · c2 білий пішак · e2 білий ферзь · f2 білий пішак · h1 білий король | a7 чорний пішак · b7 чорний пішак · f7 чорний пішак · h7 чорний король · c6 чорний пішак · f6 чорний ферзь · h6 чорний пішак · d5 чорна тура · f5 білий пішак · f4 біла тура · h3 білий пішак · a2 білий пішак · c2 білий пішак · e2 білий ферзь · f2 білий пішак · h1 білий король | a7 чорний пішак · b7 чорний пішак · f7 чорний пішак · h7 чорний король · c6 чорний пішак · f6 чорний ферзь · h6 чорний пішак · d5 чорна тура · f5 білий пішак · f4 біла тура · h3 білий пішак · a2 білий пішак · c2 білий пішак · e2 білий ферзь · f2 білий пішак · h1 білий король | a7 чорний пішак · b7 чорний пішак · f7 чорний пішак · h7 чорний король · c6 чорний пішак · f6 чорний ферзь · h6 чорний пішак · d5 чорна тура · f5 білий пішак · f4 біла тура · h3 білий пішак · a2 білий пішак · c2 білий пішак · e2 білий ферзь · f2 білий пішак · h1 білий король | a7 чорний пішак · b7 чорний пішак · f7 чорний пішак · h7 чорний король · c6 чорний пішак · f6 чорний ферзь · h6 чорний пішак · d5 чорна тура · f5 білий пішак · f4 біла тура · h3 білий пішак · a2 білий пішак · c2 білий пішак · e2 білий ферзь · f2 білий пішак · h1 білий король | 4 |
| 3 | a7 чорний пішак · b7 чорний пішак · f7 чорний пішак · h7 чорний король · c6 чорний пішак · f6 чорний ферзь · h6 чорний пішак · d5 чорна тура · f5 білий пішак · f4 біла тура · h3 білий пішак · a2 білий пішак · c2 білий пішак · e2 білий ферзь · f2 білий пішак · h1 білий король | a7 чорний пішак · b7 чорний пішак · f7 чорний пішак · h7 чорний король · c6 чорний пішак · f6 чорний ферзь · h6 чорний пішак · d5 чорна тура · f5 білий пішак · f4 біла тура · h3 білий пішак · a2 білий пішак · c2 білий пішак · e2 білий ферзь · f2 білий пішак · h1 білий король | a7 чорний пішак · b7 чорний пішак · f7 чорний пішак · h7 чорний король · c6 чорний пішак · f6 чорний ферзь · h6 чорний пішак · d5 чорна тура · f5 білий пішак · f4 біла тура · h3 білий пішак · a2 білий пішак · c2 білий пішак · e2 білий ферзь · f2 білий пішак · h1 білий король | a7 чорний пішак · b7 чорний пішак · f7 чорний пішак · h7 чорний король · c6 чорний пішак · f6 чорний ферзь · h6 чорний пішак · d5 чорна тура · f5 білий пішак · f4 біла тура · h3 білий пішак · a2 білий пішак · c2 білий пішак · e2 білий ферзь · f2 білий пішак · h1 білий король | a7 чорний пішак · b7 чорний пішак · f7 чорний пішак · h7 чорний король · c6 чорний пішак · f6 чорний ферзь · h6 чорний пішак · d5 чорна тура · f5 білий пішак · f4 біла тура · h3 білий пішак · a2 білий пішак · c2 білий пішак · e2 білий ферзь · f2 білий пішак · h1 білий король | a7 чорний пішак · b7 чорний пішак · f7 чорний пішак · h7 чорний король · c6 чорний пішак · f6 чорний ферзь · h6 чорний пішак · d5 чорна тура · f5 білий пішак · f4 біла тура · h3 білий пішак · a2 білий пішак · c2 білий пішак · e2 білий ферзь · f2 білий пішак · h1 білий король | a7 чорний пішак · b7 чорний пішак · f7 чорний пішак · h7 чорний король · c6 чорний пішак · f6 чорний ферзь · h6 чорний пішак · d5 чорна тура · f5 білий пішак · f4 біла тура · h3 білий пішак · a2 білий пішак · c2 білий пішак · e2 білий ферзь · f2 білий пішак · h1 білий король | a7 чорний пішак · b7 чорний пішак · f7 чорний пішак · h7 чорний король · c6 чорний пішак · f6 чорний ферзь · h6 чорний пішак · d5 чорна тура · f5 білий пішак · f4 біла тура · h3 білий пішак · a2 білий пішак · c2 білий пішак · e2 білий ферзь · f2 білий пішак · h1 білий король | 3 |
| 2 | a7 чорний пішак · b7 чорний пішак · f7 чорний пішак · h7 чорний король · c6 чорний пішак · f6 чорний ферзь · h6 чорний пішак · d5 чорна тура · f5 білий пішак · f4 біла тура · h3 білий пішак · a2 білий пішак · c2 білий пішак · e2 білий ферзь · f2 білий пішак · h1 білий король | a7 чорний пішак · b7 чорний пішак · f7 чорний пішак · h7 чорний король · c6 чорний пішак · f6 чорний ферзь · h6 чорний пішак · d5 чорна тура · f5 білий пішак · f4 біла тура · h3 білий пішак · a2 білий пішак · c2 білий пішак · e2 білий ферзь · f2 білий пішак · h1 білий король | a7 чорний пішак · b7 чорний пішак · f7 чорний пішак · h7 чорний король · c6 чорний пішак · f6 чорний ферзь · h6 чорний пішак · d5 чорна тура · f5 білий пішак · f4 біла тура · h3 білий пішак · a2 білий пішак · c2 білий пішак · e2 білий ферзь · f2 білий пішак · h1 білий король | a7 чорний пішак · b7 чорний пішак · f7 чорний пішак · h7 чорний король · c6 чорний пішак · f6 чорний ферзь · h6 чорний пішак · d5 чорна тура · f5 білий пішак · f4 біла тура · h3 білий пішак · a2 білий пішак · c2 білий пішак · e2 білий ферзь · f2 білий пішак · h1 білий король | a7 чорний пішак · b7 чорний пішак · f7 чорний пішак · h7 чорний король · c6 чорний пішак · f6 чорний ферзь · h6 чорний пішак · d5 чорна тура · f5 білий пішак · f4 біла тура · h3 білий пішак · a2 білий пішак · c2 білий пішак · e2 білий ферзь · f2 білий пішак · h1 білий король | a7 чорний пішак · b7 чорний пішак · f7 чорний пішак · h7 чорний король · c6 чорний пішак · f6 чорний ферзь · h6 чорний пішак · d5 чорна тура · f5 білий пішак · f4 біла тура · h3 білий пішак · a2 білий пішак · c2 білий пішак · e2 білий ферзь · f2 білий пішак · h1 білий король | a7 чорний пішак · b7 чорний пішак · f7 чорний пішак · h7 чорний король · c6 чорний пішак · f6 чорний ферзь · h6 чорний пішак · d5 чорна тура · f5 білий пішак · f4 біла тура · h3 білий пішак · a2 білий пішак · c2 білий пішак · e2 білий ферзь · f2 білий пішак · h1 білий король | a7 чорний пішак · b7 чорний пішак · f7 чорний пішак · h7 чорний король · c6 чорний пішак · f6 чорний ферзь · h6 чорний пішак · d5 чорна тура · f5 білий пішак · f4 біла тура · h3 білий пішак · a2 білий пішак · c2 білий пішак · e2 білий ферзь · f2 білий пішак · h1 білий король | 2 |
| 1 | a7 чорний пішак · b7 чорний пішак · f7 чорний пішак · h7 чорний король · c6 чорний пішак · f6 чорний ферзь · h6 чорний пішак · d5 чорна тура · f5 білий пішак · f4 біла тура · h3 білий пішак · a2 білий пішак · c2 білий пішак · e2 білий ферзь · f2 білий пішак · h1 білий король | a7 чорний пішак · b7 чорний пішак · f7 чорний пішак · h7 чорний король · c6 чорний пішак · f6 чорний ферзь · h6 чорний пішак · d5 чорна тура · f5 білий пішак · f4 біла тура · h3 білий пішак · a2 білий пішак · c2 білий пішак · e2 білий ферзь · f2 білий пішак · h1 білий король | a7 чорний пішак · b7 чорний пішак · f7 чорний пішак · h7 чорний король · c6 чорний пішак · f6 чорний ферзь · h6 чорний пішак · d5 чорна тура · f5 білий пішак · f4 біла тура · h3 білий пішак · a2 білий пішак · c2 білий пішак · e2 білий ферзь · f2 білий пішак · h1 білий король | a7 чорний пішак · b7 чорний пішак · f7 чорний пішак · h7 чорний король · c6 чорний пішак · f6 чорний ферзь · h6 чорний пішак · d5 чорна тура · f5 білий пішак · f4 біла тура · h3 білий пішак · a2 білий пішак · c2 білий пішак · e2 білий ферзь · f2 білий пішак · h1 білий король | a7 чорний пішак · b7 чорний пішак · f7 чорний пішак · h7 чорний король · c6 чорний пішак · f6 чорний ферзь · h6 чорний пішак · d5 чорна тура · f5 білий пішак · f4 біла тура · h3 білий пішак · a2 білий пішак · c2 білий пішак · e2 білий ферзь · f2 білий пішак · h1 білий король | a7 чорний пішак · b7 чорний пішак · f7 чорний пішак · h7 чорний король · c6 чорний пішак · f6 чорний ферзь · h6 чорний пішак · d5 чорна тура · f5 білий пішак · f4 біла тура · h3 білий пішак · a2 білий пішак · c2 білий пішак · e2 білий ферзь · f2 білий пішак · h1 білий король | a7 чорний пішак · b7 чорний пішак · f7 чорний пішак · h7 чорний король · c6 чорний пішак · f6 чорний ферзь · h6 чорний пішак · d5 чорна тура · f5 білий пішак · f4 біла тура · h3 білий пішак · a2 білий пішак · c2 білий пішак · e2 білий ферзь · f2 білий пішак · h1 білий король | a7 чорний пішак · b7 чорний пішак · f7 чорний пішак · h7 чорний король · c6 чорний пішак · f6 чорний ферзь · h6 чорний пішак · d5 чорна тура · f5 білий пішак · f4 біла тура · h3 білий пішак · a2 білий пішак · c2 білий пішак · e2 білий ферзь · f2 білий пішак · h1 білий король | 1 |
|   | a | b | c | d | e | f | g | h |   |

|   | a                                                                                 | b                                                                                 | c                                                                                 | d                                                                                 | e                                                                                 | f                                                                                 | g                                                                                 | h                                                                                 |   |
| 8 | h7 чорний король · b5 чорна тура · f5 білий король · g5 біла тура · f4 білий слон | h7 чорний король · b5 чорна тура · f5 білий король · g5 біла тура · f4 білий слон | h7 чорний король · b5 чорна тура · f5 білий король · g5 біла тура · f4 білий слон | h7 чорний король · b5 чорна тура · f5 білий король · g5 біла тура · f4 білий слон | h7 чорний король · b5 чорна тура · f5 білий король · g5 біла тура · f4 білий слон | h7 чорний король · b5 чорна тура · f5 білий король · g5 біла тура · f4 білий слон | h7 чорний король · b5 чорна тура · f5 білий король · g5 біла тура · f4 білий слон | h7 чорний король · b5 чорна тура · f5 білий король · g5 біла тура · f4 білий слон | 8 |
| 7 | h7 чорний король · b5 чорна тура · f5 білий король · g5 біла тура · f4 білий слон | h7 чорний король · b5 чорна тура · f5 білий король · g5 біла тура · f4 білий слон | h7 чорний король · b5 чорна тура · f5 білий король · g5 біла тура · f4 білий слон | h7 чорний король · b5 чорна тура · f5 білий король · g5 біла тура · f4 білий слон | h7 чорний король · b5 чорна тура · f5 білий король · g5 біла тура · f4 білий слон | h7 чорний король · b5 чорна тура · f5 білий король · g5 біла тура · f4 білий слон | h7 чорний король · b5 чорна тура · f5 білий король · g5 біла тура · f4 білий слон | h7 чорний король · b5 чорна тура · f5 білий король · g5 біла тура · f4 білий слон | 7 |
| 6 | h7 чорний король · b5 чорна тура · f5 білий король · g5 біла тура · f4 білий слон | h7 чорний король · b5 чорна тура · f5 білий король · g5 біла тура · f4 білий слон | h7 чорний король · b5 чорна тура · f5 білий король · g5 біла тура · f4 білий слон | h7 чорний король · b5 чорна тура · f5 білий король · g5 біла тура · f4 білий слон | h7 чорний король · b5 чорна тура · f5 білий король · g5 біла тура · f4 білий слон | h7 чорний король · b5 чорна тура · f5 білий король · g5 біла тура · f4 білий слон | h7 чорний король · b5 чорна тура · f5 білий король · g5 біла тура · f4 білий слон | h7 чорний король · b5 чорна тура · f5 білий король · g5 біла тура · f4 білий слон | 6 |
| 5 | h7 чорний король · b5 чорна тура · f5 білий король · g5 біла тура · f4 білий слон | h7 чорний король · b5 чорна тура · f5 білий король · g5 біла тура · f4 білий слон | h7 чорний король · b5 чорна тура · f5 білий король · g5 біла тура · f4 білий слон | h7 чорний король · b5 чорна тура · f5 білий король · g5 біла тура · f4 білий слон | h7 чорний король · b5 чорна тура · f5 білий король · g5 біла тура · f4 білий слон | h7 чорний король · b5 чорна тура · f5 білий король · g5 біла тура · f4 білий слон | h7 чорний король · b5 чорна тура · f5 білий король · g5 біла тура · f4 білий слон | h7 чорний король · b5 чорна тура · f5 білий король · g5 біла тура · f4 білий слон | 5 |
| 4 | h7 чорний король · b5 чорна тура · f5 білий король · g5 біла тура · f4 білий слон | h7 чорний король · b5 чорна тура · f5 білий король · g5 біла тура · f4 білий слон | h7 чорний король · b5 чорна тура · f5 білий король · g5 біла тура · f4 білий слон | h7 чорний король · b5 чорна тура · f5 білий король · g5 біла тура · f4 білий слон | h7 чорний король · b5 чорна тура · f5 білий король · g5 біла тура · f4 білий слон | h7 чорний король · b5 чорна тура · f5 білий король · g5 біла тура · f4 білий слон | h7 чорний король · b5 чорна тура · f5 білий король · g5 біла тура · f4 білий слон | h7 чорний король · b5 чорна тура · f5 білий король · g5 біла тура · f4 білий слон | 4 |
| 3 | h7 чорний король · b5 чорна тура · f5 білий король · g5 біла тура · f4 білий слон | h7 чорний король · b5 чорна тура · f5 білий король · g5 біла тура · f4 білий слон | h7 чорний король · b5 чорна тура · f5 білий король · g5 біла тура · f4 білий слон | h7 чорний король · b5 чорна тура · f5 білий король · g5 біла тура · f4 білий слон | h7 чорний король · b5 чорна тура · f5 білий король · g5 біла тура · f4 білий слон | h7 чорний король · b5 чорна тура · f5 білий король · g5 біла тура · f4 білий слон | h7 чорний король · b5 чорна тура · f5 білий король · g5 біла тура · f4 білий слон | h7 чорний король · b5 чорна тура · f5 білий король · g5 біла тура · f4 білий слон | 3 |
| 2 | h7 чорний король · b5 чорна тура · f5 білий король · g5 біла тура · f4 білий слон | h7 чорний король · b5 чорна тура · f5 білий король · g5 біла тура · f4 білий слон | h7 чорний король · b5 чорна тура · f5 білий король · g5 біла тура · f4 білий слон | h7 чорний король · b5 чорна тура · f5 білий король · g5 біла тура · f4 білий слон | h7 чорний король · b5 чорна тура · f5 білий король · g5 біла тура · f4 білий слон | h7 чорний король · b5 чорна тура · f5 білий король · g5 біла тура · f4 білий слон | h7 чорний король · b5 чорна тура · f5 білий король · g5 біла тура · f4 білий слон | h7 чорний король · b5 чорна тура · f5 білий король · g5 біла тура · f4 білий слон | 2 |
| 1 | h7 чорний король · b5 чорна тура · f5 білий король · g5 біла тура · f4 білий слон | h7 чорний король · b5 чорна тура · f5 білий король · g5 біла тура · f4 білий слон | h7 чорний король · b5 чорна тура · f5 білий король · g5 біла тура · f4 білий слон | h7 чорний король · b5 чорна тура · f5 білий король · g5 біла тура · f4 білий слон | h7 чорний король · b5 чорна тура · f5 білий король · g5 біла тура · f4 білий слон | h7 чорний король · b5 чорна тура · f5 білий король · g5 біла тура · f4 білий слон | h7 чорний король · b5 чорна тура · f5 білий король · g5 біла тура · f4 білий слон | h7 чорний король · b5 чорна тура · f5 білий король · g5 біла тура · f4 білий слон | 1 |
|   | a                                                                                 | b                                                                                 | c                                                                                 | d                                                                                 | e                                                                                 | f                                                                                 | g                                                                                 | h                                                                                 |   |

|   | a                                                   | b                                                   | c                                                   | d                                                   | e                                                   | f                                                   | g                                                   | h                                                   |   |
| 8 | c7 чорний слон · f7 чорний король · g4 білий король | c7 чорний слон · f7 чорний король · g4 білий король | c7 чорний слон · f7 чорний король · g4 білий король | c7 чорний слон · f7 чорний король · g4 білий король | c7 чорний слон · f7 чорний король · g4 білий король | c7 чорний слон · f7 чорний король · g4 білий король | c7 чорний слон · f7 чорний король · g4 білий король | c7 чорний слон · f7 чорний король · g4 білий король | 8 |
| 7 | c7 чорний слон · f7 чорний король · g4 білий король | c7 чорний слон · f7 чорний король · g4 білий король | c7 чорний слон · f7 чорний король · g4 білий король | c7 чорний слон · f7 чорний король · g4 білий король | c7 чорний слон · f7 чорний король · g4 білий король | c7 чорний слон · f7 чорний король · g4 білий король | c7 чорний слон · f7 чорний король · g4 білий король | c7 чорний слон · f7 чорний король · g4 білий король | 7 |
| 6 | c7 чорний слон · f7 чорний король · g4 білий король | c7 чорний слон · f7 чорний король · g4 білий король | c7 чорний слон · f7 чорний король · g4 білий король | c7 чорний слон · f7 чорний король · g4 білий король | c7 чорний слон · f7 чорний король · g4 білий король | c7 чорний слон · f7 чорний король · g4 білий король | c7 чорний слон · f7 чорний король · g4 білий король | c7 чорний слон · f7 чорний король · g4 білий король | 6 |
| 5 | c7 чорний слон · f7 чорний король · g4 білий король | c7 чорний слон · f7 чорний король · g4 білий король | c7 чорний слон · f7 чорний король · g4 білий король | c7 чорний слон · f7 чорний король · g4 білий король | c7 чорний слон · f7 чорний король · g4 білий король | c7 чорний слон · f7 чорний король · g4 білий король | c7 чорний слон · f7 чорний король · g4 білий король | c7 чорний слон · f7 чорний король · g4 білий король | 5 |
| 4 | c7 чорний слон · f7 чорний король · g4 білий король | c7 чорний слон · f7 чорний король · g4 білий король | c7 чорний слон · f7 чорний король · g4 білий король | c7 чорний слон · f7 чорний король · g4 білий король | c7 чорний слон · f7 чорний король · g4 білий король | c7 чорний слон · f7 чорний король · g4 білий король | c7 чорний слон · f7 чорний король · g4 білий король | c7 чорний слон · f7 чорний король · g4 білий король | 4 |
| 3 | c7 чорний слон · f7 чорний король · g4 білий король | c7 чорний слон · f7 чорний король · g4 білий король | c7 чорний слон · f7 чорний король · g4 білий король | c7 чорний слон · f7 чорний король · g4 білий король | c7 чорний слон · f7 чорний король · g4 білий король | c7 чорний слон · f7 чорний король · g4 білий король | c7 чорний слон · f7 чорний король · g4 білий король | c7 чорний слон · f7 чорний король · g4 білий король | 3 |
| 2 | c7 чорний слон · f7 чорний король · g4 білий король | c7 чорний слон · f7 чорний король · g4 білий король | c7 чорний слон · f7 чорний король · g4 білий король | c7 чорний слон · f7 чорний король · g4 білий король | c7 чорний слон · f7 чорний король · g4 білий король | c7 чорний слон · f7 чорний король · g4 білий король | c7 чорний слон · f7 чорний король · g4 білий король | c7 чорний слон · f7 чорний король · g4 білий король | 2 |
| 1 | c7 чорний слон · f7 чорний король · g4 білий король | c7 чорний слон · f7 чорний король · g4 білий король | c7 чорний слон · f7 чорний король · g4 білий король | c7 чорний слон · f7 чорний король · g4 білий король | c7 чорний слон · f7 чорний король · g4 білий король | c7 чорний слон · f7 чорний король · g4 білий король | c7 чорний слон · f7 чорний король · g4 білий король | c7 чорний слон · f7 чорний король · g4 білий король | 1 |
|   | a                                                   | b                                                   | c                                                   | d                                                   | e                                                   | f                                                   | g                                                   | h                                                   |   |

|   | a | b | c | d | e | f | g | h |   |
| 8 | d6 чорний король · f6 чорний пішак · h6 чорний пішак · c5 чорний пішак · e5 чорний пішак · f5 білий пішак · g5 чорний пішак · h5 білий пішак · b4 чорний пішак · c4 білий пішак · e4 білий пішак · g4 білий пішак · a3 чорний пішак · b3 білий пішак · d3 білий слон · a2 білий пішак · e2 білий король | d6 чорний король · f6 чорний пішак · h6 чорний пішак · c5 чорний пішак · e5 чорний пішак · f5 білий пішак · g5 чорний пішак · h5 білий пішак · b4 чорний пішак · c4 білий пішак · e4 білий пішак · g4 білий пішак · a3 чорний пішак · b3 білий пішак · d3 білий слон · a2 білий пішак · e2 білий король | d6 чорний король · f6 чорний пішак · h6 чорний пішак · c5 чорний пішак · e5 чорний пішак · f5 білий пішак · g5 чорний пішак · h5 білий пішак · b4 чорний пішак · c4 білий пішак · e4 білий пішак · g4 білий пішак · a3 чорний пішак · b3 білий пішак · d3 білий слон · a2 білий пішак · e2 білий король | d6 чорний король · f6 чорний пішак · h6 чорний пішак · c5 чорний пішак · e5 чорний пішак · f5 білий пішак · g5 чорний пішак · h5 білий пішак · b4 чорний пішак · c4 білий пішак · e4 білий пішак · g4 білий пішак · a3 чорний пішак · b3 білий пішак · d3 білий слон · a2 білий пішак · e2 білий король | d6 чорний король · f6 чорний пішак · h6 чорний пішак · c5 чорний пішак · e5 чорний пішак · f5 білий пішак · g5 чорний пішак · h5 білий пішак · b4 чорний пішак · c4 білий пішак · e4 білий пішак · g4 білий пішак · a3 чорний пішак · b3 білий пішак · d3 білий слон · a2 білий пішак · e2 білий король | d6 чорний король · f6 чорний пішак · h6 чорний пішак · c5 чорний пішак · e5 чорний пішак · f5 білий пішак · g5 чорний пішак · h5 білий пішак · b4 чорний пішак · c4 білий пішак · e4 білий пішак · g4 білий пішак · a3 чорний пішак · b3 білий пішак · d3 білий слон · a2 білий пішак · e2 білий король | d6 чорний король · f6 чорний пішак · h6 чорний пішак · c5 чорний пішак · e5 чорний пішак · f5 білий пішак · g5 чорний пішак · h5 білий пішак · b4 чорний пішак · c4 білий пішак · e4 білий пішак · g4 білий пішак · a3 чорний пішак · b3 білий пішак · d3 білий слон · a2 білий пішак · e2 білий король | d6 чорний король · f6 чорний пішак · h6 чорний пішак · c5 чорний пішак · e5 чорний пішак · f5 білий пішак · g5 чорний пішак · h5 білий пішак · b4 чорний пішак · c4 білий пішак · e4 білий пішак · g4 білий пішак · a3 чорний пішак · b3 білий пішак · d3 білий слон · a2 білий пішак · e2 білий король | 8 |
| 7 | d6 чорний король · f6 чорний пішак · h6 чорний пішак · c5 чорний пішак · e5 чорний пішак · f5 білий пішак · g5 чорний пішак · h5 білий пішак · b4 чорний пішак · c4 білий пішак · e4 білий пішак · g4 білий пішак · a3 чорний пішак · b3 білий пішак · d3 білий слон · a2 білий пішак · e2 білий король | d6 чорний король · f6 чорний пішак · h6 чорний пішак · c5 чорний пішак · e5 чорний пішак · f5 білий пішак · g5 чорний пішак · h5 білий пішак · b4 чорний пішак · c4 білий пішак · e4 білий пішак · g4 білий пішак · a3 чорний пішак · b3 білий пішак · d3 білий слон · a2 білий пішак · e2 білий король | d6 чорний король · f6 чорний пішак · h6 чорний пішак · c5 чорний пішак · e5 чорний пішак · f5 білий пішак · g5 чорний пішак · h5 білий пішак · b4 чорний пішак · c4 білий пішак · e4 білий пішак · g4 білий пішак · a3 чорний пішак · b3 білий пішак · d3 білий слон · a2 білий пішак · e2 білий король | d6 чорний король · f6 чорний пішак · h6 чорний пішак · c5 чорний пішак · e5 чорний пішак · f5 білий пішак · g5 чорний пішак · h5 білий пішак · b4 чорний пішак · c4 білий пішак · e4 білий пішак · g4 білий пішак · a3 чорний пішак · b3 білий пішак · d3 білий слон · a2 білий пішак · e2 білий король | d6 чорний король · f6 чорний пішак · h6 чорний пішак · c5 чорний пішак · e5 чорний пішак · f5 білий пішак · g5 чорний пішак · h5 білий пішак · b4 чорний пішак · c4 білий пішак · e4 білий пішак · g4 білий пішак · a3 чорний пішак · b3 білий пішак · d3 білий слон · a2 білий пішак · e2 білий король | d6 чорний король · f6 чорний пішак · h6 чорний пішак · c5 чорний пішак · e5 чорний пішак · f5 білий пішак · g5 чорний пішак · h5 білий пішак · b4 чорний пішак · c4 білий пішак · e4 білий пішак · g4 білий пішак · a3 чорний пішак · b3 білий пішак · d3 білий слон · a2 білий пішак · e2 білий король | d6 чорний король · f6 чорний пішак · h6 чорний пішак · c5 чорний пішак · e5 чорний пішак · f5 білий пішак · g5 чорний пішак · h5 білий пішак · b4 чорний пішак · c4 білий пішак · e4 білий пішак · g4 білий пішак · a3 чорний пішак · b3 білий пішак · d3 білий слон · a2 білий пішак · e2 білий король | d6 чорний король · f6 чорний пішак · h6 чорний пішак · c5 чорний пішак · e5 чорний пішак · f5 білий пішак · g5 чорний пішак · h5 білий пішак · b4 чорний пішак · c4 білий пішак · e4 білий пішак · g4 білий пішак · a3 чорний пішак · b3 білий пішак · d3 білий слон · a2 білий пішак · e2 білий король | 7 |
| 6 | d6 чорний король · f6 чорний пішак · h6 чорний пішак · c5 чорний пішак · e5 чорний пішак · f5 білий пішак · g5 чорний пішак · h5 білий пішак · b4 чорний пішак · c4 білий пішак · e4 білий пішак · g4 білий пішак · a3 чорний пішак · b3 білий пішак · d3 білий слон · a2 білий пішак · e2 білий король | d6 чорний король · f6 чорний пішак · h6 чорний пішак · c5 чорний пішак · e5 чорний пішак · f5 білий пішак · g5 чорний пішак · h5 білий пішак · b4 чорний пішак · c4 білий пішак · e4 білий пішак · g4 білий пішак · a3 чорний пішак · b3 білий пішак · d3 білий слон · a2 білий пішак · e2 білий король | d6 чорний король · f6 чорний пішак · h6 чорний пішак · c5 чорний пішак · e5 чорний пішак · f5 білий пішак · g5 чорний пішак · h5 білий пішак · b4 чорний пішак · c4 білий пішак · e4 білий пішак · g4 білий пішак · a3 чорний пішак · b3 білий пішак · d3 білий слон · a2 білий пішак · e2 білий король | d6 чорний король · f6 чорний пішак · h6 чорний пішак · c5 чорний пішак · e5 чорний пішак · f5 білий пішак · g5 чорний пішак · h5 білий пішак · b4 чорний пішак · c4 білий пішак · e4 білий пішак · g4 білий пішак · a3 чорний пішак · b3 білий пішак · d3 білий слон · a2 білий пішак · e2 білий король | d6 чорний король · f6 чорний пішак · h6 чорний пішак · c5 чорний пішак · e5 чорний пішак · f5 білий пішак · g5 чорний пішак · h5 білий пішак · b4 чорний пішак · c4 білий пішак · e4 білий пішак · g4 білий пішак · a3 чорний пішак · b3 білий пішак · d3 білий слон · a2 білий пішак · e2 білий король | d6 чорний король · f6 чорний пішак · h6 чорний пішак · c5 чорний пішак · e5 чорний пішак · f5 білий пішак · g5 чорний пішак · h5 білий пішак · b4 чорний пішак · c4 білий пішак · e4 білий пішак · g4 білий пішак · a3 чорний пішак · b3 білий пішак · d3 білий слон · a2 білий пішак · e2 білий король | d6 чорний король · f6 чорний пішак · h6 чорний пішак · c5 чорний пішак · e5 чорний пішак · f5 білий пішак · g5 чорний пішак · h5 білий пішак · b4 чорний пішак · c4 білий пішак · e4 білий пішак · g4 білий пішак · a3 чорний пішак · b3 білий пішак · d3 білий слон · a2 білий пішак · e2 білий король | d6 чорний король · f6 чорний пішак · h6 чорний пішак · c5 чорний пішак · e5 чорний пішак · f5 білий пішак · g5 чорний пішак · h5 білий пішак · b4 чорний пішак · c4 білий пішак · e4 білий пішак · g4 білий пішак · a3 чорний пішак · b3 білий пішак · d3 білий слон · a2 білий пішак · e2 білий король | 6 |
| 5 | d6 чорний король · f6 чорний пішак · h6 чорний пішак · c5 чорний пішак · e5 чорний пішак · f5 білий пішак · g5 чорний пішак · h5 білий пішак · b4 чорний пішак · c4 білий пішак · e4 білий пішак · g4 білий пішак · a3 чорний пішак · b3 білий пішак · d3 білий слон · a2 білий пішак · e2 білий король | d6 чорний король · f6 чорний пішак · h6 чорний пішак · c5 чорний пішак · e5 чорний пішак · f5 білий пішак · g5 чорний пішак · h5 білий пішак · b4 чорний пішак · c4 білий пішак · e4 білий пішак · g4 білий пішак · a3 чорний пішак · b3 білий пішак · d3 білий слон · a2 білий пішак · e2 білий король | d6 чорний король · f6 чорний пішак · h6 чорний пішак · c5 чорний пішак · e5 чорний пішак · f5 білий пішак · g5 чорний пішак · h5 білий пішак · b4 чорний пішак · c4 білий пішак · e4 білий пішак · g4 білий пішак · a3 чорний пішак · b3 білий пішак · d3 білий слон · a2 білий пішак · e2 білий король | d6 чорний король · f6 чорний пішак · h6 чорний пішак · c5 чорний пішак · e5 чорний пішак · f5 білий пішак · g5 чорний пішак · h5 білий пішак · b4 чорний пішак · c4 білий пішак · e4 білий пішак · g4 білий пішак · a3 чорний пішак · b3 білий пішак · d3 білий слон · a2 білий пішак · e2 білий король | d6 чорний король · f6 чорний пішак · h6 чорний пішак · c5 чорний пішак · e5 чорний пішак · f5 білий пішак · g5 чорний пішак · h5 білий пішак · b4 чорний пішак · c4 білий пішак · e4 білий пішак · g4 білий пішак · a3 чорний пішак · b3 білий пішак · d3 білий слон · a2 білий пішак · e2 білий король | d6 чорний король · f6 чорний пішак · h6 чорний пішак · c5 чорний пішак · e5 чорний пішак · f5 білий пішак · g5 чорний пішак · h5 білий пішак · b4 чорний пішак · c4 білий пішак · e4 білий пішак · g4 білий пішак · a3 чорний пішак · b3 білий пішак · d3 білий слон · a2 білий пішак · e2 білий король | d6 чорний король · f6 чорний пішак · h6 чорний пішак · c5 чорний пішак · e5 чорний пішак · f5 білий пішак · g5 чорний пішак · h5 білий пішак · b4 чорний пішак · c4 білий пішак · e4 білий пішак · g4 білий пішак · a3 чорний пішак · b3 білий пішак · d3 білий слон · a2 білий пішак · e2 білий король | d6 чорний король · f6 чорний пішак · h6 чорний пішак · c5 чорний пішак · e5 чорний пішак · f5 білий пішак · g5 чорний пішак · h5 білий пішак · b4 чорний пішак · c4 білий пішак · e4 білий пішак · g4 білий пішак · a3 чорний пішак · b3 білий пішак · d3 білий слон · a2 білий пішак · e2 білий король | 5 |
| 4 | d6 чорний король · f6 чорний пішак · h6 чорний пішак · c5 чорний пішак · e5 чорний пішак · f5 білий пішак · g5 чорний пішак · h5 білий пішак · b4 чорний пішак · c4 білий пішак · e4 білий пішак · g4 білий пішак · a3 чорний пішак · b3 білий пішак · d3 білий слон · a2 білий пішак · e2 білий король | d6 чорний король · f6 чорний пішак · h6 чорний пішак · c5 чорний пішак · e5 чорний пішак · f5 білий пішак · g5 чорний пішак · h5 білий пішак · b4 чорний пішак · c4 білий пішак · e4 білий пішак · g4 білий пішак · a3 чорний пішак · b3 білий пішак · d3 білий слон · a2 білий пішак · e2 білий король | d6 чорний король · f6 чорний пішак · h6 чорний пішак · c5 чорний пішак · e5 чорний пішак · f5 білий пішак · g5 чорний пішак · h5 білий пішак · b4 чорний пішак · c4 білий пішак · e4 білий пішак · g4 білий пішак · a3 чорний пішак · b3 білий пішак · d3 білий слон · a2 білий пішак · e2 білий король | d6 чорний король · f6 чорний пішак · h6 чорний пішак · c5 чорний пішак · e5 чорний пішак · f5 білий пішак · g5 чорний пішак · h5 білий пішак · b4 чорний пішак · c4 білий пішак · e4 білий пішак · g4 білий пішак · a3 чорний пішак · b3 білий пішак · d3 білий слон · a2 білий пішак · e2 білий король | d6 чорний король · f6 чорний пішак · h6 чорний пішак · c5 чорний пішак · e5 чорний пішак · f5 білий пішак · g5 чорний пішак · h5 білий пішак · b4 чорний пішак · c4 білий пішак · e4 білий пішак · g4 білий пішак · a3 чорний пішак · b3 білий пішак · d3 білий слон · a2 білий пішак · e2 білий король | d6 чорний король · f6 чорний пішак · h6 чорний пішак · c5 чорний пішак · e5 чорний пішак · f5 білий пішак · g5 чорний пішак · h5 білий пішак · b4 чорний пішак · c4 білий пішак · e4 білий пішак · g4 білий пішак · a3 чорний пішак · b3 білий пішак · d3 білий слон · a2 білий пішак · e2 білий король | d6 чорний король · f6 чорний пішак · h6 чорний пішак · c5 чорний пішак · e5 чорний пішак · f5 білий пішак · g5 чорний пішак · h5 білий пішак · b4 чорний пішак · c4 білий пішак · e4 білий пішак · g4 білий пішак · a3 чорний пішак · b3 білий пішак · d3 білий слон · a2 білий пішак · e2 білий король | d6 чорний король · f6 чорний пішак · h6 чорний пішак · c5 чорний пішак · e5 чорний пішак · f5 білий пішак · g5 чорний пішак · h5 білий пішак · b4 чорний пішак · c4 білий пішак · e4 білий пішак · g4 білий пішак · a3 чорний пішак · b3 білий пішак · d3 білий слон · a2 білий пішак · e2 білий король | 4 |
| 3 | d6 чорний король · f6 чорний пішак · h6 чорний пішак · c5 чорний пішак · e5 чорний пішак · f5 білий пішак · g5 чорний пішак · h5 білий пішак · b4 чорний пішак · c4 білий пішак · e4 білий пішак · g4 білий пішак · a3 чорний пішак · b3 білий пішак · d3 білий слон · a2 білий пішак · e2 білий король | d6 чорний король · f6 чорний пішак · h6 чорний пішак · c5 чорний пішак · e5 чорний пішак · f5 білий пішак · g5 чорний пішак · h5 білий пішак · b4 чорний пішак · c4 білий пішак · e4 білий пішак · g4 білий пішак · a3 чорний пішак · b3 білий пішак · d3 білий слон · a2 білий пішак · e2 білий король | d6 чорний король · f6 чорний пішак · h6 чорний пішак · c5 чорний пішак · e5 чорний пішак · f5 білий пішак · g5 чорний пішак · h5 білий пішак · b4 чорний пішак · c4 білий пішак · e4 білий пішак · g4 білий пішак · a3 чорний пішак · b3 білий пішак · d3 білий слон · a2 білий пішак · e2 білий король | d6 чорний король · f6 чорний пішак · h6 чорний пішак · c5 чорний пішак · e5 чорний пішак · f5 білий пішак · g5 чорний пішак · h5 білий пішак · b4 чорний пішак · c4 білий пішак · e4 білий пішак · g4 білий пішак · a3 чорний пішак · b3 білий пішак · d3 білий слон · a2 білий пішак · e2 білий король | d6 чорний король · f6 чорний пішак · h6 чорний пішак · c5 чорний пішак · e5 чорний пішак · f5 білий пішак · g5 чорний пішак · h5 білий пішак · b4 чорний пішак · c4 білий пішак · e4 білий пішак · g4 білий пішак · a3 чорний пішак · b3 білий пішак · d3 білий слон · a2 білий пішак · e2 білий король | d6 чорний король · f6 чорний пішак · h6 чорний пішак · c5 чорний пішак · e5 чорний пішак · f5 білий пішак · g5 чорний пішак · h5 білий пішак · b4 чорний пішак · c4 білий пішак · e4 білий пішак · g4 білий пішак · a3 чорний пішак · b3 білий пішак · d3 білий слон · a2 білий пішак · e2 білий король | d6 чорний король · f6 чорний пішак · h6 чорний пішак · c5 чорний пішак · e5 чорний пішак · f5 білий пішак · g5 чорний пішак · h5 білий пішак · b4 чорний пішак · c4 білий пішак · e4 білий пішак · g4 білий пішак · a3 чорний пішак · b3 білий пішак · d3 білий слон · a2 білий пішак · e2 білий король | d6 чорний король · f6 чорний пішак · h6 чорний пішак · c5 чорний пішак · e5 чорний пішак · f5 білий пішак · g5 чорний пішак · h5 білий пішак · b4 чорний пішак · c4 білий пішак · e4 білий пішак · g4 білий пішак · a3 чорний пішак · b3 білий пішак · d3 білий слон · a2 білий пішак · e2 білий король | 3 |
| 2 | d6 чорний король · f6 чорний пішак · h6 чорний пішак · c5 чорний пішак · e5 чорний пішак · f5 білий пішак · g5 чорний пішак · h5 білий пішак · b4 чорний пішак · c4 білий пішак · e4 білий пішак · g4 білий пішак · a3 чорний пішак · b3 білий пішак · d3 білий слон · a2 білий пішак · e2 білий король | d6 чорний король · f6 чорний пішак · h6 чорний пішак · c5 чорний пішак · e5 чорний пішак · f5 білий пішак · g5 чорний пішак · h5 білий пішак · b4 чорний пішак · c4 білий пішак · e4 білий пішак · g4 білий пішак · a3 чорний пішак · b3 білий пішак · d3 білий слон · a2 білий пішак · e2 білий король | d6 чорний король · f6 чорний пішак · h6 чорний пішак · c5 чорний пішак · e5 чорний пішак · f5 білий пішак · g5 чорний пішак · h5 білий пішак · b4 чорний пішак · c4 білий пішак · e4 білий пішак · g4 білий пішак · a3 чорний пішак · b3 білий пішак · d3 білий слон · a2 білий пішак · e2 білий король | d6 чорний король · f6 чорний пішак · h6 чорний пішак · c5 чорний пішак · e5 чорний пішак · f5 білий пішак · g5 чорний пішак · h5 білий пішак · b4 чорний пішак · c4 білий пішак · e4 білий пішак · g4 білий пішак · a3 чорний пішак · b3 білий пішак · d3 білий слон · a2 білий пішак · e2 білий король | d6 чорний король · f6 чорний пішак · h6 чорний пішак · c5 чорний пішак · e5 чорний пішак · f5 білий пішак · g5 чорний пішак · h5 білий пішак · b4 чорний пішак · c4 білий пішак · e4 білий пішак · g4 білий пішак · a3 чорний пішак · b3 білий пішак · d3 білий слон · a2 білий пішак · e2 білий король | d6 чорний король · f6 чорний пішак · h6 чорний пішак · c5 чорний пішак · e5 чорний пішак · f5 білий пішак · g5 чорний пішак · h5 білий пішак · b4 чорний пішак · c4 білий пішак · e4 білий пішак · g4 білий пішак · a3 чорний пішак · b3 білий пішак · d3 білий слон · a2 білий пішак · e2 білий король | d6 чорний король · f6 чорний пішак · h6 чорний пішак · c5 чорний пішак · e5 чорний пішак · f5 білий пішак · g5 чорний пішак · h5 білий пішак · b4 чорний пішак · c4 білий пішак · e4 білий пішак · g4 білий пішак · a3 чорний пішак · b3 білий пішак · d3 білий слон · a2 білий пішак · e2 білий король | d6 чорний король · f6 чорний пішак · h6 чорний пішак · c5 чорний пішак · e5 чорний пішак · f5 білий пішак · g5 чорний пішак · h5 білий пішак · b4 чорний пішак · c4 білий пішак · e4 білий пішак · g4 білий пішак · a3 чорний пішак · b3 білий пішак · d3 білий слон · a2 білий пішак · e2 білий король | 2 |
| 1 | d6 чорний король · f6 чорний пішак · h6 чорний пішак · c5 чорний пішак · e5 чорний пішак · f5 білий пішак · g5 чорний пішак · h5 білий пішак · b4 чорний пішак · c4 білий пішак · e4 білий пішак · g4 білий пішак · a3 чорний пішак · b3 білий пішак · d3 білий слон · a2 білий пішак · e2 білий король | d6 чорний король · f6 чорний пішак · h6 чорний пішак · c5 чорний пішак · e5 чорний пішак · f5 білий пішак · g5 чорний пішак · h5 білий пішак · b4 чорний пішак · c4 білий пішак · e4 білий пішак · g4 білий пішак · a3 чорний пішак · b3 білий пішак · d3 білий слон · a2 білий пішак · e2 білий король | d6 чорний король · f6 чорний пішак · h6 чорний пішак · c5 чорний пішак · e5 чорний пішак · f5 білий пішак · g5 чорний пішак · h5 білий пішак · b4 чорний пішак · c4 білий пішак · e4 білий пішак · g4 білий пішак · a3 чорний пішак · b3 білий пішак · d3 білий слон · a2 білий пішак · e2 білий король | d6 чорний король · f6 чорний пішак · h6 чорний пішак · c5 чорний пішак · e5 чорний пішак · f5 білий пішак · g5 чорний пішак · h5 білий пішак · b4 чорний пішак · c4 білий пішак · e4 білий пішак · g4 білий пішак · a3 чорний пішак · b3 білий пішак · d3 білий слон · a2 білий пішак · e2 білий король | d6 чорний король · f6 чорний пішак · h6 чорний пішак · c5 чорний пішак · e5 чорний пішак · f5 білий пішак · g5 чорний пішак · h5 білий пішак · b4 чорний пішак · c4 білий пішак · e4 білий пішак · g4 білий пішак · a3 чорний пішак · b3 білий пішак · d3 білий слон · a2 білий пішак · e2 білий король | d6 чорний король · f6 чорний пішак · h6 чорний пішак · c5 чорний пішак · e5 чорний пішак · f5 білий пішак · g5 чорний пішак · h5 білий пішак · b4 чорний пішак · c4 білий пішак · e4 білий пішак · g4 білий пішак · a3 чорний пішак · b3 білий пішак · d3 білий слон · a2 білий пішак · e2 білий король | d6 чорний король · f6 чорний пішак · h6 чорний пішак · c5 чорний пішак · e5 чорний пішак · f5 білий пішак · g5 чорний пішак · h5 білий пішак · b4 чорний пішак · c4 білий пішак · e4 білий пішак · g4 білий пішак · a3 чорний пішак · b3 білий пішак · d3 білий слон · a2 білий пішак · e2 білий король | d6 чорний король · f6 чорний пішак · h6 чорний пішак · c5 чорний пішак · e5 чорний пішак · f5 білий пішак · g5 чорний пішак · h5 білий пішак · b4 чорний пішак · c4 білий пішак · e4 білий пішак · g4 білий пішак · a3 чорний пішак · b3 білий пішак · d3 білий слон · a2 білий пішак · e2 білий король | 1 |
|   | a | b | c | d | e | f | g | h |   |

|   | a | b | c | d | e | f | g | h |   |
| 8 | g8 чорна тура · f7 білий пішак · g6 білий пішак · g5 білий король · c3 чорний пішак · c2 чорний король | g8 чорна тура · f7 білий пішак · g6 білий пішак · g5 білий король · c3 чорний пішак · c2 чорний король | g8 чорна тура · f7 білий пішак · g6 білий пішак · g5 білий король · c3 чорний пішак · c2 чорний король | g8 чорна тура · f7 білий пішак · g6 білий пішак · g5 білий король · c3 чорний пішак · c2 чорний король | g8 чорна тура · f7 білий пішак · g6 білий пішак · g5 білий король · c3 чорний пішак · c2 чорний король | g8 чорна тура · f7 білий пішак · g6 білий пішак · g5 білий король · c3 чорний пішак · c2 чорний король | g8 чорна тура · f7 білий пішак · g6 білий пішак · g5 білий король · c3 чорний пішак · c2 чорний король | g8 чорна тура · f7 білий пішак · g6 білий пішак · g5 білий король · c3 чорний пішак · c2 чорний король | 8 |
| 7 | g8 чорна тура · f7 білий пішак · g6 білий пішак · g5 білий король · c3 чорний пішак · c2 чорний король | g8 чорна тура · f7 білий пішак · g6 білий пішак · g5 білий король · c3 чорний пішак · c2 чорний король | g8 чорна тура · f7 білий пішак · g6 білий пішак · g5 білий король · c3 чорний пішак · c2 чорний король | g8 чорна тура · f7 білий пішак · g6 білий пішак · g5 білий король · c3 чорний пішак · c2 чорний король | g8 чорна тура · f7 білий пішак · g6 білий пішак · g5 білий король · c3 чорний пішак · c2 чорний король | g8 чорна тура · f7 білий пішак · g6 білий пішак · g5 білий король · c3 чорний пішак · c2 чорний король | g8 чорна тура · f7 білий пішак · g6 білий пішак · g5 білий король · c3 чорний пішак · c2 чорний король | g8 чорна тура · f7 білий пішак · g6 білий пішак · g5 білий король · c3 чорний пішак · c2 чорний король | 7 |
| 6 | g8 чорна тура · f7 білий пішак · g6 білий пішак · g5 білий король · c3 чорний пішак · c2 чорний король | g8 чорна тура · f7 білий пішак · g6 білий пішак · g5 білий король · c3 чорний пішак · c2 чорний король | g8 чорна тура · f7 білий пішак · g6 білий пішак · g5 білий король · c3 чорний пішак · c2 чорний король | g8 чорна тура · f7 білий пішак · g6 білий пішак · g5 білий король · c3 чорний пішак · c2 чорний король | g8 чорна тура · f7 білий пішак · g6 білий пішак · g5 білий король · c3 чорний пішак · c2 чорний король | g8 чорна тура · f7 білий пішак · g6 білий пішак · g5 білий король · c3 чорний пішак · c2 чорний король | g8 чорна тура · f7 білий пішак · g6 білий пішак · g5 білий король · c3 чорний пішак · c2 чорний король | g8 чорна тура · f7 білий пішак · g6 білий пішак · g5 білий король · c3 чорний пішак · c2 чорний король | 6 |
| 5 | g8 чорна тура · f7 білий пішак · g6 білий пішак · g5 білий король · c3 чорний пішак · c2 чорний король | g8 чорна тура · f7 білий пішак · g6 білий пішак · g5 білий король · c3 чорний пішак · c2 чорний король | g8 чорна тура · f7 білий пішак · g6 білий пішак · g5 білий король · c3 чорний пішак · c2 чорний король | g8 чорна тура · f7 білий пішак · g6 білий пішак · g5 білий король · c3 чорний пішак · c2 чорний король | g8 чорна тура · f7 білий пішак · g6 білий пішак · g5 білий король · c3 чорний пішак · c2 чорний король | g8 чорна тура · f7 білий пішак · g6 білий пішак · g5 білий король · c3 чорний пішак · c2 чорний король | g8 чорна тура · f7 білий пішак · g6 білий пішак · g5 білий король · c3 чорний пішак · c2 чорний король | g8 чорна тура · f7 білий пішак · g6 білий пішак · g5 білий король · c3 чорний пішак · c2 чорний король | 5 |
| 4 | g8 чорна тура · f7 білий пішак · g6 білий пішак · g5 білий король · c3 чорний пішак · c2 чорний король | g8 чорна тура · f7 білий пішак · g6 білий пішак · g5 білий король · c3 чорний пішак · c2 чорний король | g8 чорна тура · f7 білий пішак · g6 білий пішак · g5 білий король · c3 чорний пішак · c2 чорний король | g8 чорна тура · f7 білий пішак · g6 білий пішак · g5 білий король · c3 чорний пішак · c2 чорний король | g8 чорна тура · f7 білий пішак · g6 білий пішак · g5 білий король · c3 чорний пішак · c2 чорний король | g8 чорна тура · f7 білий пішак · g6 білий пішак · g5 білий король · c3 чорний пішак · c2 чорний король | g8 чорна тура · f7 білий пішак · g6 білий пішак · g5 білий король · c3 чорний пішак · c2 чорний король | g8 чорна тура · f7 білий пішак · g6 білий пішак · g5 білий король · c3 чорний пішак · c2 чорний король | 4 |
| 3 | g8 чорна тура · f7 білий пішак · g6 білий пішак · g5 білий король · c3 чорний пішак · c2 чорний король | g8 чорна тура · f7 білий пішак · g6 білий пішак · g5 білий король · c3 чорний пішак · c2 чорний король | g8 чорна тура · f7 білий пішак · g6 білий пішак · g5 білий король · c3 чорний пішак · c2 чорний король | g8 чорна тура · f7 білий пішак · g6 білий пішак · g5 білий король · c3 чорний пішак · c2 чорний король | g8 чорна тура · f7 білий пішак · g6 білий пішак · g5 білий король · c3 чорний пішак · c2 чорний король | g8 чорна тура · f7 білий пішак · g6 білий пішак · g5 білий король · c3 чорний пішак · c2 чорний король | g8 чорна тура · f7 білий пішак · g6 білий пішак · g5 білий король · c3 чорний пішак · c2 чорний король | g8 чорна тура · f7 білий пішак · g6 білий пішак · g5 білий король · c3 чорний пішак · c2 чорний король | 3 |
| 2 | g8 чорна тура · f7 білий пішак · g6 білий пішак · g5 білий король · c3 чорний пішак · c2 чорний король | g8 чорна тура · f7 білий пішак · g6 білий пішак · g5 білий король · c3 чорний пішак · c2 чорний король | g8 чорна тура · f7 білий пішак · g6 білий пішак · g5 білий король · c3 чорний пішак · c2 чорний король | g8 чорна тура · f7 білий пішак · g6 білий пішак · g5 білий король · c3 чорний пішак · c2 чорний король | g8 чорна тура · f7 білий пішак · g6 білий пішак · g5 білий король · c3 чорний пішак · c2 чорний король | g8 чорна тура · f7 білий пішак · g6 білий пішак · g5 білий король · c3 чорний пішак · c2 чорний король | g8 чорна тура · f7 білий пішак · g6 білий пішак · g5 білий король · c3 чорний пішак · c2 чорний король | g8 чорна тура · f7 білий пішак · g6 білий пішак · g5 білий король · c3 чорний пішак · c2 чорний король | 2 |
| 1 | g8 чорна тура · f7 білий пішак · g6 білий пішак · g5 білий король · c3 чорний пішак · c2 чорний король | g8 чорна тура · f7 білий пішак · g6 білий пішак · g5 білий король · c3 чорний пішак · c2 чорний король | g8 чорна тура · f7 білий пішак · g6 білий пішак · g5 білий король · c3 чорний пішак · c2 чорний король | g8 чорна тура · f7 білий пішак · g6 білий пішак · g5 білий король · c3 чорний пішак · c2 чорний король | g8 чорна тура · f7 білий пішак · g6 білий пішак · g5 білий король · c3 чорний пішак · c2 чорний король | g8 чорна тура · f7 білий пішак · g6 білий пішак · g5 білий король · c3 чорний пішак · c2 чорний король | g8 чорна тура · f7 білий пішак · g6 білий пішак · g5 білий король · c3 чорний пішак · c2 чорний король | g8 чорна тура · f7 білий пішак · g6 білий пішак · g5 білий король · c3 чорний пішак · c2 чорний король | 1 |
|   | a | b | c | d | e | f | g | h |   |

## Як часто зустрічаються нічиї
В іграх на найвищому рівні нічиї зустрічаються частіше ніж результативні партії: з-поміж 22 000 партій опублікованих в The Week in Chess що були зіграні з 1999 по 2002 гравцями з Рейтингом Ело 2500 або вище, 55 відсотків були нічиїми. Приблизно 36 відсотків ігор між провідними комп'ютерними програмами є нічиїми (більш ніж виграли білі або чорні).

## Нічийні комбінації
Юрій Авербах наводить наступні способи як слабшій стороні добитись нічиєї:
- довічний шах
- пат
- блокада
- вічне переслідування
- фортеця
- нічийна збалансованість сил[13]

## Термінологія
|   | a                                                                                  | b                                                                                  | c                                                                                  | d                                                                                  | e                                                                                  | f                                                                                  | g                                                                                  | h                                                                                  |   |
| 8 | h8 біла тура · g4 чорний слон · g3 чорний король · e2 чорна тура · f1 білий король | h8 біла тура · g4 чорний слон · g3 чорний король · e2 чорна тура · f1 білий король | h8 біла тура · g4 чорний слон · g3 чорний король · e2 чорна тура · f1 білий король | h8 біла тура · g4 чорний слон · g3 чорний король · e2 чорна тура · f1 білий король | h8 біла тура · g4 чорний слон · g3 чорний король · e2 чорна тура · f1 білий король | h8 біла тура · g4 чорний слон · g3 чорний король · e2 чорна тура · f1 білий король | h8 біла тура · g4 чорний слон · g3 чорний король · e2 чорна тура · f1 білий король | h8 біла тура · g4 чорний слон · g3 чорний король · e2 чорна тура · f1 білий король | 8 |
| 7 | h8 біла тура · g4 чорний слон · g3 чорний король · e2 чорна тура · f1 білий король | h8 біла тура · g4 чорний слон · g3 чорний король · e2 чорна тура · f1 білий король | h8 біла тура · g4 чорний слон · g3 чорний король · e2 чорна тура · f1 білий король | h8 біла тура · g4 чорний слон · g3 чорний король · e2 чорна тура · f1 білий король | h8 біла тура · g4 чорний слон · g3 чорний король · e2 чорна тура · f1 білий король | h8 біла тура · g4 чорний слон · g3 чорний король · e2 чорна тура · f1 білий король | h8 біла тура · g4 чорний слон · g3 чорний король · e2 чорна тура · f1 білий король | h8 біла тура · g4 чорний слон · g3 чорний король · e2 чорна тура · f1 білий король | 7 |
| 6 | h8 біла тура · g4 чорний слон · g3 чорний король · e2 чорна тура · f1 білий король | h8 біла тура · g4 чорний слон · g3 чорний король · e2 чорна тура · f1 білий король | h8 біла тура · g4 чорний слон · g3 чорний король · e2 чорна тура · f1 білий король | h8 біла тура · g4 чорний слон · g3 чорний король · e2 чорна тура · f1 білий король | h8 біла тура · g4 чорний слон · g3 чорний король · e2 чорна тура · f1 білий король | h8 біла тура · g4 чорний слон · g3 чорний король · e2 чорна тура · f1 білий король | h8 біла тура · g4 чорний слон · g3 чорний король · e2 чорна тура · f1 білий король | h8 біла тура · g4 чорний слон · g3 чорний король · e2 чорна тура · f1 білий король | 6 |
| 5 | h8 біла тура · g4 чорний слон · g3 чорний король · e2 чорна тура · f1 білий король | h8 біла тура · g4 чорний слон · g3 чорний король · e2 чорна тура · f1 білий король | h8 біла тура · g4 чорний слон · g3 чорний король · e2 чорна тура · f1 білий король | h8 біла тура · g4 чорний слон · g3 чорний король · e2 чорна тура · f1 білий король | h8 біла тура · g4 чорний слон · g3 чорний король · e2 чорна тура · f1 білий король | h8 біла тура · g4 чорний слон · g3 чорний король · e2 чорна тура · f1 білий король | h8 біла тура · g4 чорний слон · g3 чорний король · e2 чорна тура · f1 білий король | h8 біла тура · g4 чорний слон · g3 чорний король · e2 чорна тура · f1 білий король | 5 |
| 4 | h8 біла тура · g4 чорний слон · g3 чорний король · e2 чорна тура · f1 білий король | h8 біла тура · g4 чорний слон · g3 чорний король · e2 чорна тура · f1 білий король | h8 біла тура · g4 чорний слон · g3 чорний король · e2 чорна тура · f1 білий король | h8 біла тура · g4 чорний слон · g3 чорний король · e2 чорна тура · f1 білий король | h8 біла тура · g4 чорний слон · g3 чорний король · e2 чорна тура · f1 білий король | h8 біла тура · g4 чорний слон · g3 чорний король · e2 чорна тура · f1 білий король | h8 біла тура · g4 чорний слон · g3 чорний король · e2 чорна тура · f1 білий король | h8 біла тура · g4 чорний слон · g3 чорний король · e2 чорна тура · f1 білий король | 4 |
| 3 | h8 біла тура · g4 чорний слон · g3 чорний король · e2 чорна тура · f1 білий король | h8 біла тура · g4 чорний слон · g3 чорний король · e2 чорна тура · f1 білий король | h8 біла тура · g4 чорний слон · g3 чорний король · e2 чорна тура · f1 білий король | h8 біла тура · g4 чорний слон · g3 чорний король · e2 чорна тура · f1 білий король | h8 біла тура · g4 чорний слон · g3 чорний король · e2 чорна тура · f1 білий король | h8 біла тура · g4 чорний слон · g3 чорний король · e2 чорна тура · f1 білий король | h8 біла тура · g4 чорний слон · g3 чорний король · e2 чорна тура · f1 білий король | h8 біла тура · g4 чорний слон · g3 чорний король · e2 чорна тура · f1 білий король | 3 |
| 2 | h8 біла тура · g4 чорний слон · g3 чорний король · e2 чорна тура · f1 білий король | h8 біла тура · g4 чорний слон · g3 чорний король · e2 чорна тура · f1 білий король | h8 біла тура · g4 чорний слон · g3 чорний король · e2 чорна тура · f1 білий король | h8 біла тура · g4 чорний слон · g3 чорний король · e2 чорна тура · f1 білий король | h8 біла тура · g4 чорний слон · g3 чорний король · e2 чорна тура · f1 білий король | h8 біла тура · g4 чорний слон · g3 чорний король · e2 чорна тура · f1 білий король | h8 біла тура · g4 чорний слон · g3 чорний король · e2 чорна тура · f1 білий король | h8 біла тура · g4 чорний слон · g3 чорний король · e2 чорна тура · f1 білий король | 2 |
| 1 | h8 біла тура · g4 чорний слон · g3 чорний король · e2 чорна тура · f1 білий король | h8 біла тура · g4 чорний слон · g3 чорний король · e2 чорна тура · f1 білий король | h8 біла тура · g4 чорний слон · g3 чорний король · e2 чорна тура · f1 білий король | h8 біла тура · g4 чорний слон · g3 чорний король · e2 чорна тура · f1 білий король | h8 біла тура · g4 чорний слон · g3 чорний король · e2 чорна тура · f1 білий король | h8 біла тура · g4 чорний слон · g3 чорний король · e2 чорна тура · f1 білий король | h8 біла тура · g4 чорний слон · g3 чорний король · e2 чорна тура · f1 білий король | h8 біла тура · g4 чорний слон · g3 чорний король · e2 чорна тура · f1 білий король | 1 |
|   | a                                                                                  | b                                                                                  | c                                                                                  | d                                                                                  | e                                                                                  | f                                                                                  | g                                                                                  | h                                                                                  |   |

- «книжна нічия» або «теоретична нічия» — це позиція, коли відомо, що нічия неминуча, якщо обидві сторони грають оптимально.
- «позиційна нічия» — це ще один тупик крім пату, коли нічия неминуча попри велику різницю в матеріалі (див. фортеця).
- «гросмейстерська нічия» — ситуація, коли гравці швидко погоджуються на нічию не прикладаючи особливих зусиль для досягнення виграшу (див. Нічия за згодою сторін).

Енді Солтіс обговорює розпливчатість термінів «нічия», «нічийна», «можлива нічия», «книжна нічия», «легка нічия» і «мертва нічия». В книгах і шаховій теорії позицію вважають нічийною коли, за найкращої гри сторін, нічия неминуча — складність захисту не беруть до уваги. Солтіс називає ці позиції «можлива нічия». Наприклад, згідно з цим критерієм закінчення тура і слон проти тури вважають зазвичай «книжною нічиєю», але сторона зі слоном часто виграє. В цій позиції з реальної гри, єдиним ходом який вів до нічиєї було 124. Rf8! Насправді білі зіграли 124. Rd8?? і програли.

## Див. акож
- Правила шахів
- Нічия

Статті про нічийні ситуації
- пат
- Потрійне повторення
- правило п'ятдесяти ходів
- Нічия за згодою сторін

## Виноски
1. ↑  правила шахів ФІДЕ en.
2. ↑   Schiller, Eric (2003), Official Rules of Chess (2nd ed.) pp. 26-29
3. ↑  Sunnucks, Anne (1970), «drawn games», The Encyclopaedia of Chess, St. Martins Press
4. ↑   Hooper, David; Whyld, Kenneth (1992), The Oxford Companion to Chess (second ed.)
5. ↑   Harkness, Kenneth (1967), Official Chess Handbook, McKay
6. ↑  Karpov vs. Korchnoi
7. ↑  Fischer vs. Petrosian 1971
8. ↑  Timman vs. Lutz
9. ↑  Vidmar vs. Maroczy
10. ↑  Mednis, Edmar (1990), Practical Bishop Endings
11. ↑  Petrosian vs. Fischer, 1958
12. ↑  
CCRL 40/40. Computer Chess Ratings List. 17 серпня 2007. Архів оригіналу за 21 листопада 2010. Процитовано 23 вересня 2007.
13. ↑  Averbakh, Yuri (1996), Chess Middlegames: Essential Knowledge.
14. ↑   Soltis, Andy (August 2010), «Chess to Enjoy: Draw-Drawish-Drawable», Chess Life: 12-13